# واهه هایک
واهه هایک (ارمنی: Վահե Հայկ؛ انگلیسی: Vahe Hayk؛ زادهٔ ۱۸۹۶ - درگذشته ۱۸ ژوئن ۱۹۸۳) نویسنده، ویراستار، پژوهشگر ادبی، تاریخ‌نگار اهل ارمنستان بود.

## زندگی‌نامه
وی با نام اصلی واهه مکرتچی تینچیان (ارمنی غربی: Վահե Մկրտչի Տինճեան) در ۱۸۹۶ در خارپرت به دنیا آمد و از کالج یپرات و دانشگاه بوستون فارغ‌التحصیل شد. بین سال‌های ۱۹۲۲ تا ۱۹۲۵ در نُر اُر فعالیت نمود.  هایک عضو حزب لیبرال دموکرات ارمنی بود. وی در ۱۸ ژوئن ۱۹۸۳ در سن ۸۷ سالگی در فرزنو، کالیفرنیا درگذشت.

## یادداشت
1. ↑  Խարբերդ
2. ↑  Եփրատ քոլեջ